# Agusan del Norte
Agusan del Norte is een provincie in het zuidoosten van de Filipijnen. De provincie omvat de noordoostelijke kuststrook van het eiland Mindanao en maakt deel uit van regio XIII (Caraga). De hoofdstad van de provincie is Cabadbaran. Agusan del Norte heeft een oppervlakte van 2590 km² en telde bij de census van 2020 bijna 388 duizend inwoners. Aangrenzende provincies zijn Surigao del Norte in het noorden, Surigao del Sur oosten, Agusan del Sur zuidwesten en zuiden en Misamis Oriental in het westen. In het noordwesten ligt de Butuanbaai, onderdeel van de Boholzee.
De stad Butuan, centraal gelegen in de provincie, behoort bestuurlijk gezien niet tot Agusan del Norte.

## Geografie

### Topografie en landschap
De provincie Agusan del Norte is een provincie in het noordoosten van het zuidelijke Filipijnse eiland Mindanao. De hoofdstad van provincie is sinds 2000 de stad Cabadbaran, toen Butuan als Highly Urbanized City bestuurlijk gezien los van de provincie kwam te staan. Agusan del Norte heeft, zonder Butuan, een oppervlakte van 2.730,24 km² en is qua grootte de 48e provincie van de Filipijnen. De provincie ligt aan de Butuanbaai, onderdeel van de Boholzee en wordt verder omgeven door Surigao del Norte in het noorden en noordoosten, Surigao del Sur in het oosten, Agusan del Sur in het zuidoosten en zuiden en Misamis Oriental in het zuidwesten. Op de grens met Surigao del Norte in het noorden ligt Lake Mainit, het diepste en op drie na grootste meer van de Filipijnen. De zuidelijke helft van dit meer ligt in de provincie
Het centrale deel van de provincie vormt het laagste deel van het bassin van de rivier de Agusan, de op twee na langste rivier van de Filipijnen die uitmondt in de stad Butuan. Het terrein naast de rivier gaat van vlak landschap over naar heuvelachtig gebied. Het noordoosten en het westen van de provincie is bergachtig. Mount Hilong-Hilong in het noordoosten is met 2.012 m hoogte de hoogste berg van de provincie en tevens van de gehele regio Caraga. De berg maakt onderdeel uit van het noordelijke deel van de Diwata-bergketen.

### Bestuurlijke indeling
Agusan del Norte bestaat uit 1 stad en 10 gemeenten. De stad Butuan, centraal gelegen in de provincie, behoort sinds 2000 bestuurlijk gezien niet meer tot Agusan del Norte.

#### Stad
- Cabadbaran

#### Gemeenten
| - Buenavista - Carmen - Jabonga - Kitcharao - Las Nieves - Magallanes | - Nasipit - Remedios T. Romualdez - Santiago - Tubay |

Deze steden en gemeenten zijn weer verder onderverdeeld in 166 barangays.

## Bestuur en politiek
Het bestuur van de provincie heeft een dualistisch karakter. De uitvoerende macht ligt bij de gouverneur. De gouverneur wordt sinds 1987 elke drie jaar rechtstreeks gekozen door de inwoners van de provincie. Hij is het hoofd van het dagelijks bestuur en benoemt alle directeur van uitvoerende organen. De gouverneur van de provincie Agusan del Norte is Angelica Amante. Zij werd bij de verkiezingen van 2022 voor een termijn van drie jaar gekozen, nadat ze eerder van 2013 tot 2019 en van 1995 tot 2004 al vijf termijnen diende als gouverneur. De wetgevende macht van de provincie ligt bij de Sangguniang Panlalawigan (provinciale raad). Deze bestaat in het geval van Agusan del Norte uit acht reguliere raadsleden en drie ex officio leden. De raad wordt voorgezeten door de vicegouverneur. De vicegouverneur wordt net als de gouverneur rechtstreeks door het volk gekozen en is de eerst aangewezen opvolger van de gouverneur wanneer deze bijvoorbeeld komt te overlijden. Hij stemt normaal gesproken niet mee in de raad, maar mag wel de beslissende stem uitbrengen bij een gelijk geëindigde stemming. De vicegouverneur van Agusan del Norte is Enrico Corvera. Hij werd in 2022 voor gekozen, nadat hij eerder van 2004 tot 2013 al vicegouverneur was. De acht reguliere raadsleden van Agusan del Norte worden gekozen per kiesdistrict. De inwoners van het eerste kiesdistrict van Agusan del Norte kiezen één raadslid. De overige zeven leden worden gekozen door de inwoners van het tweede kiesdistrict. De drie ex-officio leden zijn de lokale president van de Association of Barangay Captains (ABC), de lokale president van de Philippine Councilors League (PCL) en de lokale president van de Sangguniang Kabataan (jeugdraad).
Lijst van gouverneurs van Agusan sinds 1941 en Agusa del Norte sinds 1967
| - 1941 - 1944 Agustin Castiñas (Agusan) - 1948 - 1951 Servano Jongko (Agusan) - 1952 - 1959 Felixberto Dagant sr. (Agusan) - 1960 - 1963 Democrito Plaza (Agusan) - 1964 - 1965 Jose C. Aquino (Agusan) - 1966 - 1986 Consuelo V. Calo (Agusan/Agusan del Norte) - 1986 - 1986 Jose T. Gonzales (OIC) | - 1986 - 1988 Jesus S. Delfin (OIC) - 1988 - 1995 Eduardo L. Rama sr. - 1995 - 2004 Angelica Amante - 2004 - 2013 Erlpe John M. Amante - 2013 - 2019 Angelica Amante - 2019 - 2022 Dale Corvera - 2022 - heden Angelica Amante |

### Bevolkingsgroei
Agusan del Norte had bij de census van 2020 een inwoneraantal van 387.503 mensen. Dit waren 33.000 mensen (9,31%) meer dan bij de vorige census van 2015. Ten opzichte van de census van 2000 was het aantal inwoners gegroeid met 101.933 mensen (35,69%). De gemiddelde jaarlijkse groei in die periode kwam daarmee uit op 1,54%, hetgeen lager was dan het landelijk jaarlijks gemiddelde over deze periode (1,79%).

De bevolkingsdichtheid van Agusan del Norte was ten tijde van de laatste census, met 387.503 inwoners op 3546,86 km², 99,9 mensen per km².

## Economie
Agusan del Norte is een relatief arme provincie. Uit cijfers van het National Statistical Coordination Board (NSCB) uit het jaar 2003 blijkt dat 40,0% (11.460 mensen) onder de armoedegrens leefde. In het jaar 2000 was dit 46,3%. Daarmee staat Agusan del Norte 41e op de lijst van provincies met de meeste mensen onder de armoedegrens. Van alle 79 provincies staat Agusan del Norte bovendien 25e op de lijst van provincies met de ergste armoede.

## Verkeer en vervoer

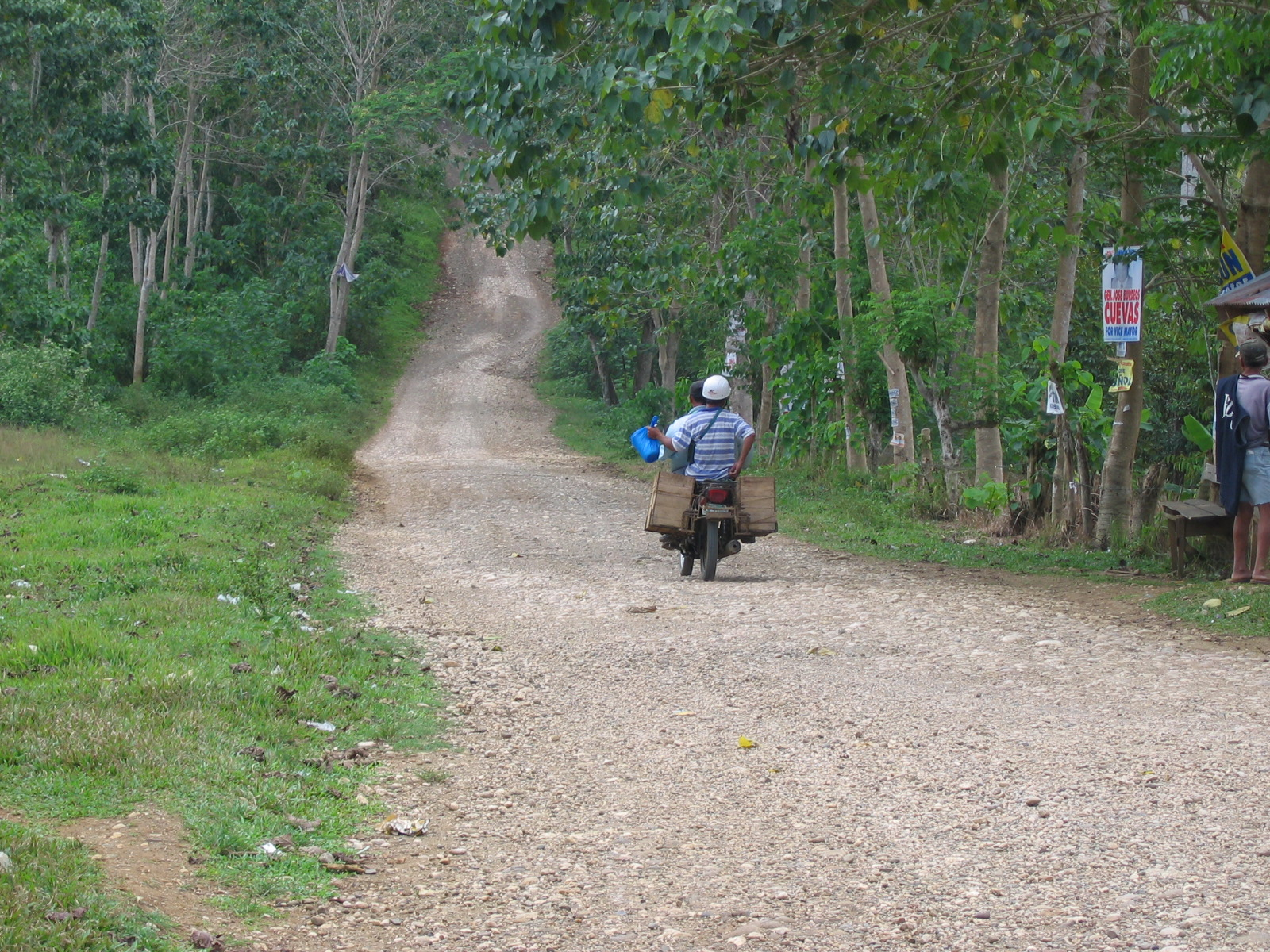
Een voorbeeld van een onverharde slechte weg bij barangay Maguinda, zo'n 30 km van het centrum van Butuan

Grote delen van de weginfrastructuur in de provincie zijn ondermaats. Eind 2010 telde de provincie 128,8 km hoofdweg. Daarvan werd slechts 31 km door het Department of Public Works and Highways als goed geclassificeerd. Nog eens 44,7 km was van redelijke kwaliteit, 21 km was matig en de resterende 32 km werd als slecht beoordeeld. Ook het resterende wegennet laat nog veel te wensen over. Met name in de landelijke gebieden zijn veel barangays zeer moeilijk en alleen tegen hoge kosten bereikbaar. De hoofdwegen in de provincie vormen de Pan-Filipijnse snelweg van Surigao del Sur in het noorden naar Agusan del Sur in het zuiden en de Butuan-Cagayan de Oro-Iligan-weg. Deze sluit ter hoogte van de Caraga State University, ten oosten van Butuan, aan op de pan-Filipijnse snelweg en loopt vervolgens via Butuan richting Misamis Oriental in het westen. Bij Butuan passeert de weg de Agusan via de Magsaysay Bridge. In mei 2007 werd 3 kilometer ten noorden daarvan de Diosdado Macapagal Bridge in gebruik genomen. Deze langste brug van Mindanao werd gebouwd om het drukke verkeer over de Magsaysay Bridge te verlichten en vormt een alternatieve verbinding tussen de Pan-Filipijnse snelweg en de stad Butuan.
De belangrijkste haven van de provincie bevindt zich in de gemeente Nasipit. Behalve voor de provincie Agusan del Norte doet de haven ook dienst als doorvoer haven voor naburige provincies als Davao del Norte Vanuit de haven van Nasipit vaart Cebu Ferries naar Surigao City, Cebu City en Jagna op Bohol.
De enige luchthaven binnen de grenzen van de provincie is Bancasi Airport in Butuan. Deze luchthaven is de grootste van Caraga en door de Civil Aviation Authority of the Philippines geclassificeerd als een "groot commercieel binnenlands vliegveld". Vanuit Bancasi Airport wordt lijndiensten onderhouden naar Manilla en Cebu City. In 2010 werden er 382.843 passagiers en 5224 ton vracht vervoerd.

## Geboren in Agusan del Norte
- Edelmiro Amante (Butuan, 21 april 1933), politicus (overleden 2013);
- Susan Fuentes (Butuan, 1 november 1954), zangeres (overleden 2013);
- Angelica Amante (Cadbabaran, 16 april 1970), politicus.